# Discografia de João Paulo & Daniel
Esta página contém a discografia completa da dupla sertaneja brasileira João Paulo & Daniel. A dupla foi formada em 1980, e teve o seu fim em 12 de setembro de 1997, após João Paulo morrer vitima de um acidente de carro. Foram 17 anos de carreira e mais de 5 milhões de discos vendidos.

## Álbuns

### Álbuns de estúdio
| Detalhes do álbum                                                                                            | Certificações (vendas certificadas)         |
| --- | ------------------------------------------- |
| Amor Sempre Amor - Lançamento: 1985 - Gravadora: Chantecler - Formatos: LP, K7, CD                           | - Vendas totais: 25.000                     |
| Planeta Coração - Lançamento: 1987 - Gravadora: Chantecler - Formatos: LP, K7, CD                            | - Vendas totais: 50.000                     |
| João Paulo & Daniel Vol. 3 - Lançamento: 1989; 1991 (relan.) - Gravadora: Chantecler - Formatos: LP, K7, CD  | - Vendas totais: 90.000                     |
| João Paulo & Daniel Vol. 4 - Lançamento: 1992 - Gravadora: Chantecler - Formatos: LP, K7, CD                 | - Vendas totais: 90.000                     |
| João Paulo & Daniel Vol. 5 - Lançamento: 1993 - Gravadora: Chantecler - Formatos: LP, K7, CD                 | - ABPD: Platina - Vendas totais: 400.000    |
| João Paulo & Daniel Vol. 6 - Lançamento: 9 de março de 1995 - Gravadora: Chantecler - Formatos: LP, K7, CD   | - ABPD: 2× Platina - Vendas totais: 500.000 |
| João Paulo & Daniel Vol. 7 - Lançamento: 26 de agosto de 1996 - Gravadora: Chantecler - Formatos: LP, K7, CD | - ABPD: Diamante - Vendas totais: 1.000.000 |
| João Paulo & Daniel Vol. 8 - Lançamento: Abril de 1997 - Gravadora: Chantecler - Formatos: CD                | - ABPD: Diamante - Vendas totais: 1.000.000 |

### Álbuns ao vivo
| Detalhes do álbum                                                                       | Certificações (vendas certificadas)              |
| --------------------------------------------------------------------------------------- | ------------------------------------------------ |
| Ao Vivo - Lançamento: Novembro de 1997 - Gravadora: Chantecler - Formatos: CD, VHS, DVD | - ABPD: Diamante (CD) - Vendas totais: 1.000.000 |

### Álbuns de compilação
| Detalhes do álbum                                                                             | Certificações (vendas certificadas)         |
| --------------------------------------------------------------------------------------------- | ------------------------------------------- |
| Os 14 Maiores Sucessos - Lançamento: 1996 - Gravadora: Globo - Formatos: LP, K7, CD           | - ABPD: 2× Platina - Vendas totais: 500.000 |
| Sucessos de Ouro - Lançamento: 1997 - Gravadora: Chantecler - Formatos: CD                    | - ABPD: Ouro - Vendas totais: 100.000       |
| Homenagem a João Paulo - Lançamento: 1998 - Gravadora: Chantecler - Formatos: CD              |                                             |
| Bailão do João Paulo & Daniel - Lançamento: 2001 - Gravadora: Chantecler - Formatos: CD       |                                             |
| Warner 25 Anos - Lançamento: 2001 - Gravadora: Warner Music - Formatos: CD                    |                                             |
| 4 X 4 - Uma Trilha Movida a Sucessos - Lançamento: 2001 - Gravadora: Som Livre - Formatos: CD |                                             |
| Os Gigantes - Lançamento: 2002 - Gravadora: Warner Music - Formatos: CD                       |                                             |
| E-collection - Lançamento: 2003 - Gravadora: Warner Music - Formatos: CD                      |                                             |
| Warner 30 Anos - Lançamento: 2006 - Gravadora: Warner Music - Formatos: CD                    |                                             |

## Videografia

### DVDs
| Detalhes do álbum                                                                       |
| --------------------------------------------------------------------------------------- |
| Ao Vivo - Lançamento: Novembro de 1997 - Gravadora: Chantecler - Formatos: CD, VHS, DVD |

### Videoclipes
| Detalhes do videoclipe                                                    |
| ------------------------------------------------------------------------- |
| Tá Faltando Amor - Lançamento: Julho de 1991 - Gravadora: Chantecler      |
| Só Dá Você na Minha Vida - Lançamento: 1993 - Gravadora: Chantecler       |
| Hoje Eu Sei - Lançamento: 1995 - Gravadora: Chantecler - Diretor(a): Guga |

## Participações em outros projetos
| Ano  | Música                                                                   | Álbum                                                     |
| ---- | ------------------------------------------------------------------------ | --------------------------------------------------------- |
| 1987 | Última Canção com Paulo Sérgio                                           | Tributo a Paulo Sérgio                                    |
| 1995 | Couro de Boi com Rony Motta                                              | Rony Motta                                                |
| 1996 | Saudade de Minha Terra com Chitãozinho & Xororó                          | Clássicos Sertanejos                                      |
| 1996 | Amargurado com Tião Carreiro                                             | Saudades de Tião Carreiro: Os Amigos Cantam Seus Sucessos |
| 1996 | Pirilume                                                                 | Trilha sonora de O Rei do Gado                            |
| 1997 | Fricote com Art Popular                                                  | Sambapopbrasil                                            |
| 1997 | Estou Apaixonado (Estoy Enamorado) / Evidências com Chitãozinho & Xororó | Amigos: Vol. 2                                            |